# ガーゴイル (映画)
『ガーゴイル』（Trouble Every Day）は2001年製作のフランス映画である。クレール・ドニ監督・脚本。
日本版キャッチ・コピーは「逃れられない哀しみの中に囚われた、2人のガーゴイル（怪物）」。

## ストーリー
一見幸せそうに見えるシェーンとジューンの夫妻。だが、シェーンは性行為の最中に相手を殺害する衝動に駆られるという悩みがあった。一方、シェーンと同じ悩みを抱えるコレは、その症状がシェーンより重く、シェーンの元同僚であるレオに監禁されて生活していた。二人は、そのレオのもとへ会いに行った。

## キャスト
| 役名           | 俳優                       | 吹き替え           |
| -------------- | -------------------------- | ------------------ |
| シェーン       | ヴィンセント・ギャロ       | 相沢正輝           |
| ジューン       | トリシア・ヴェッセイ       | 落合るみ           |
| コレ           | ベアトリス・ダル           | 宮寺智子           |
| レオ           | アレックス・デスカス       | 谷昌樹             |
| クリステル     | フロランス・ロワレ＝カイユ | よのひかり         |
| ショアール     | ホセ・ガルシア             | 小谷津央典         |
| マレコー       | エレーヌ・ラピオヴェル     | 倉持良子           |
| エルヴァン     | ニコラ・デュヴォーシェル   | 柴田創一郎         |
| フリッセン     | マリル・マリーニ           | 田村聖子           |
| ジャンヌ       | オーロール・クレマン       | 一木美名子         |
| リュド         | ラファエル・ニール         | 濱野雅嗣           |
|                |                            |                    |
| プロデューサー |                            | 森多鶴             |
| 演出           |                            | 依田孝利           |
| 翻訳           |                            | 後藤郁子           |
| 録音・調整     |                            | 高橋昭雄           |
| 制作担当       |                            | 齋藤学 （東北新社) |
| 制作           |                            | 東北新社           |